# شارل مسييه

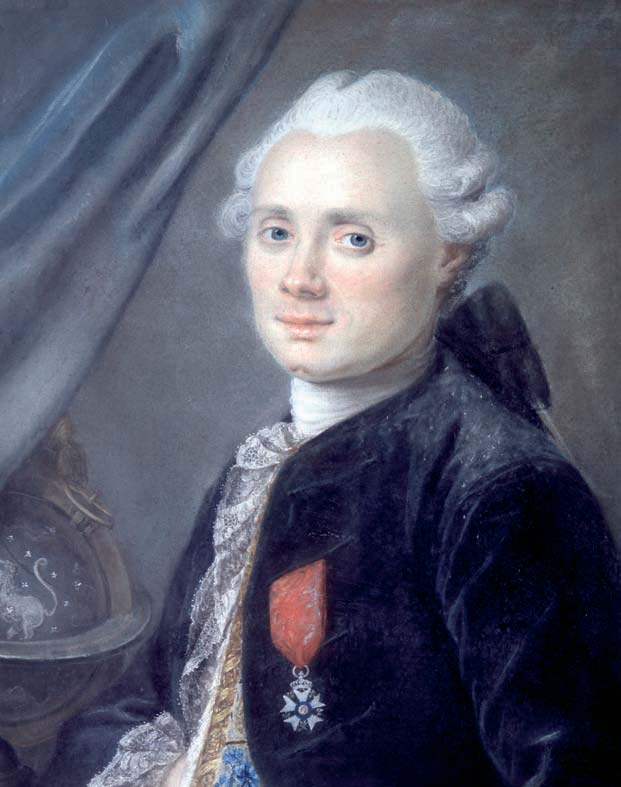
شارل مسييه

شارل مسييه (بالفرنسية: Charles Messier)‏ (26 يونيو 1730 - 12 أبريل 1817) فلكي فرنسي. وُلد مسييه في بادونفيل بفرنسا قرب سان داي. وأصبح رئيس الفلكيين في المرصد الملاحي في باريس عام 1759م، كان أول من أعد قائمة بالأجسام غير النجمية التي يمكن رؤيتها من نصف الكرة الشمالي. بدأ مسييه بإعداد القائمة مع بداية النصف الثاني من القرن الثامن عشر وانتهى منها عام 1784م. ويحتوي مصنفه المسمى قائمة السديم وعناقيد النجوم على 103 أجسام غير نجمية ومجرات وسُدُم وعناقيد نجوم. وقد اكتشف مسييه معظم هذه الأجسام بنفسه.
لم يكن مسييه عازمًا في الأصل على إعداد القائمة. فقد كان مختصًا في تعقب المذنبات. وفيما كان يبحث عن هذه المذنبات رأى أجسامًا ضبابية لم تغير موقعها. واستنتج أن هذه الأجسام النجمية ليست مذنبات. وقد سجل موقعها في السماء حتى لا يشتبه فلكيون آخرون بها ويدونونها مذنبات. واكتشف مسييه أيضًا 21 مذنبًا.